# Hütteldorfer Ast
| Spurweite: | 1435 mm (Normalspur)                       |                                                                     |                                                                     |
| Stromsystem: | 15 kV 16,7 Hz ~                            |                                                                     |                                                                     |
| Zweigleisigkeit: | Streckenkilometer 0,77 bis 1,722 (geplant) |                                                                     |                                                                     |
| |                                            |                                                                     |                                                                     |
| \| \| \| von Salzburg \| \| \| \| 0,000 \| Wien Hütteldorf , 214,5 m \| Wien Hütteldorf , 214,5 m \| \| \| \| Brücke über die Hochsatzengasse \| \| \| \| \| Brücke über die Kefergasse \| \| \| \| \| Baumgarten \| \| \| \| \| Brücke über die Guldengasse \| \| \| \| \| Brücke über die Zehetnergasse \| \| \| \| \| Vorortelinie über Penzing nach Wien Brigittenau \| \| \| \| \| Westbahn über Penzing nach Wien Westbahnhof \| \| \| \| \| nach Wien Penzing \| \| \| \| \| Brücke über die Hackinger Straße \| \| \| \| \| Brücke über die Zehetnerstraße/Cumberlandstraße \| \| \| \| \| getrennte Brücken über die Hadikgasse, B 1, Westausfahrt \| \| \| \| \| Wienfluss \| \| \| \| \| Wientallinie bei Station Unter St. Veit (ehem. St. Veit-Baumgarten) \| \| \| \| \| ehemalige Provisorische Umsteigstelle zur Stadtbahn 1914 \| \| \| \| \| getrennte Brücken über den Hietzinger Kai, B 1, Westeinfahrt \| \| \| \| 1,722 \| \| \| \| \| \| gemeinsame Eisenbahnkreuzung Auhofstraße mit der Verbindungsbahn \| \| \| \| 2,000 \| Abzw Hütteldorf 1, 203 m (ehem. Bahnhof Sankt Veit an der Wien) \| Abzw Hütteldorf 1, 203 m (ehem. Bahnhof Sankt Veit an der Wien) \| \| \| \| nach Wien Meidling \| \| |                                            |                                                                     |                                                                     |
| Strecke |                                            | von Salzburg                                                        | von Salzburg                                                        |
| Kopfbahnhof Streckenanfang · Bahnhof · Kopfbahnhof Streckenanfang | 0,000                                      | Wien Hütteldorf , 214,5 m                                           | Wien Hütteldorf , 214,5 m                                           |
| Brücke · Brücke · Brücke |                                            | Brücke über die Hochsatzengasse                                     | Brücke über die Hochsatzengasse                                     |
| Brücke · Brücke · Brücke |                                            | Brücke über die Kefergasse                                          | Brücke über die Kefergasse                                          |
| ehemaliger Haltepunkt / Haltestelle · ehemaliger Haltepunkt / Haltestelle · ehemaliger Haltepunkt / Haltestelle |                                            | Baumgarten                                                          | Baumgarten                                                          |
| Brücke · Brücke · Brücke |                                            | Brücke über die Guldengasse                                         | Brücke über die Guldengasse                                         |
| Strecke · Brücke · Brücke |                                            | Brücke über die Zehetnergasse                                       | Brücke über die Zehetnergasse                                       |
| Strecke · Strecke · Strecke nach links |                                            | Vorortelinie über Penzing nach Wien Brigittenau                     | Vorortelinie über Penzing nach Wien Brigittenau                     |
| Strecke · Strecke nach links · Strecke quer |                                            | Westbahn über Penzing nach Wien Westbahnhof                         | Westbahn über Penzing nach Wien Westbahnhof                         |
| Strecke · Strecke von links · Strecke quer |                                            | nach Wien Penzing                                                   | nach Wien Penzing                                                   |
| Brücke · Strecke |                                            | Brücke über die Hackinger Straße                                    | Brücke über die Hackinger Straße                                    |
| Strecke · Brücke |                                            | Brücke über die Zehetnerstraße/Cumberlandstraße                     | Brücke über die Zehetnerstraße/Cumberlandstraße                     |
| Brücke · Brücke |                                            | getrennte Brücken über die Hadikgasse, B 1, Westausfahrt            | getrennte Brücken über die Hadikgasse, B 1, Westausfahrt            |
| Brücke über Wasserlauf · Brücke über Wasserlauf |                                            | Wienfluss                                                           | Wienfluss                                                           |
| Kreuzung mit U-Bahn geradeaus oben · Kreuzung mit U-Bahn geradeaus oben · U-Bahn-Haltepunkt / Haltestelle quer |                                            | Wientallinie bei Station Unter St. Veit (ehem. St. Veit-Baumgarten) | Wientallinie bei Station Unter St. Veit (ehem. St. Veit-Baumgarten) |
| ehemaliger Bahnhof · Strecke |                                            | ehemalige Provisorische Umsteigstelle zur Stadtbahn 1914            | ehemalige Provisorische Umsteigstelle zur Stadtbahn 1914            |
| Brücke · Brücke |                                            | getrennte Brücken über den Hietzinger Kai, B 1, Westeinfahrt        | getrennte Brücken über den Hietzinger Kai, B 1, Westeinfahrt        |
| Abzweig geradeaus und von links · Strecke nach rechts | 1,722                                      |                                                                     |                                                                     |
| Bahnübergang |                                            | gemeinsame Eisenbahnkreuzung Auhofstraße mit der Verbindungsbahn    | gemeinsame Eisenbahnkreuzung Auhofstraße mit der Verbindungsbahn    |
| Blockstelle | 2,000                                      | Abzw Hütteldorf 1, 203 m (ehem. Bahnhof Sankt Veit an der Wien)     | Abzw Hütteldorf 1, 203 m (ehem. Bahnhof Sankt Veit an der Wien)     |
| Strecke |                                            | nach Wien Meidling                                                  | nach Wien Meidling                                                  |

Der Hütteldorfer Ast ist eine eingleisige Eisenbahnstrecke im Stadtgebiet von Wien. Sie verbindet den Bahnhof Wien Hütteldorf an der Westbahn mit der Verbindungsbahn zwischen West- und Südbahn, in welche sie in Unter St. Veit bei der Abzweigung Hütteldorf 1 einmündet.

## Beschreibung
Die am 28. Juni 1883 eröffnete, überwiegend im 14. Gemeindebezirk Penzing gelegene Strecke verläuft vom Bahnhof Wien Hütteldorf kommend zunächst nach Osten parallel zur Westbahn und der Vorortelinie als südlichstes Gleis.
In der Folge zweigt sie auf Höhe der Brücke über die Guldengasse ab und führt in einem weiten Gleisbogen nach Südwesten. Dieser Bogen überquert die Hackinger Straße, die Hadikgasse, den Wienfluss, die Wientallinie und den Hietzinger Kai, bei dem der 13. Wiener Gemeindebezirk Hietzing erreicht wird.
Vom 21. April 1941 bis ca. 1960 war die Strecke zweigleisig. Die Pfeiler für die Brücken der Wienflussquerung des zweiten Gleises waren auch 2025 noch sichtbar.
1914 wurde die Brückenanlage über das Wiental erneuert. Für die Zeit der Bauarbeiten endeten die Züge nach der damaligen Station St. Veit an der Wien in einer provisorischen Umsteigstelle mit Stiegenanlagen bei der Wiener Stadtbahn-Station Unter St. Veit-Baumgarten. Damit war es möglich, die Verbindung nach Hütteldorf-Hacking zumindest mit einmaligem Umsteigen weiter anzubieten.
Nach der Kreuzung mit der Auhofstraße mündet die Strecke bei der Abzweigung "Hütteldorf 1" (ehem. Bahnhof Sankt Veit an der Wien) auf Höhe der Hietzinger Hauptstraße in die von Penzing nach Meidling führende Verbindungsbahn.

## Ausbau
Im Rahmen der Modernisierungs- und Ausbauarbeiten der Strecke Penzing–Meidling bis 2027 soll der Hütteldorfer Ast annähernd gänzlich zweigleisig ausgebaut werden. Dafür sollen zwei parallel gelegene Dreifeldbrücken, welche wie die jetzige Brücke den Wienfluss überspannen werden, errichtet werden. Diese Maßnahmen gewährleisten die Möglichkeit einer dichteren Taktung der S80 von Aspern Nord bis Hütteldorf. Zusätzlich soll die Unterführung bei der Guldengasse verbreitert und die Kreuzung mit der Auhofstraße durch die Ausführung der Strecke als Brücke permanent offen gestaltet werden.

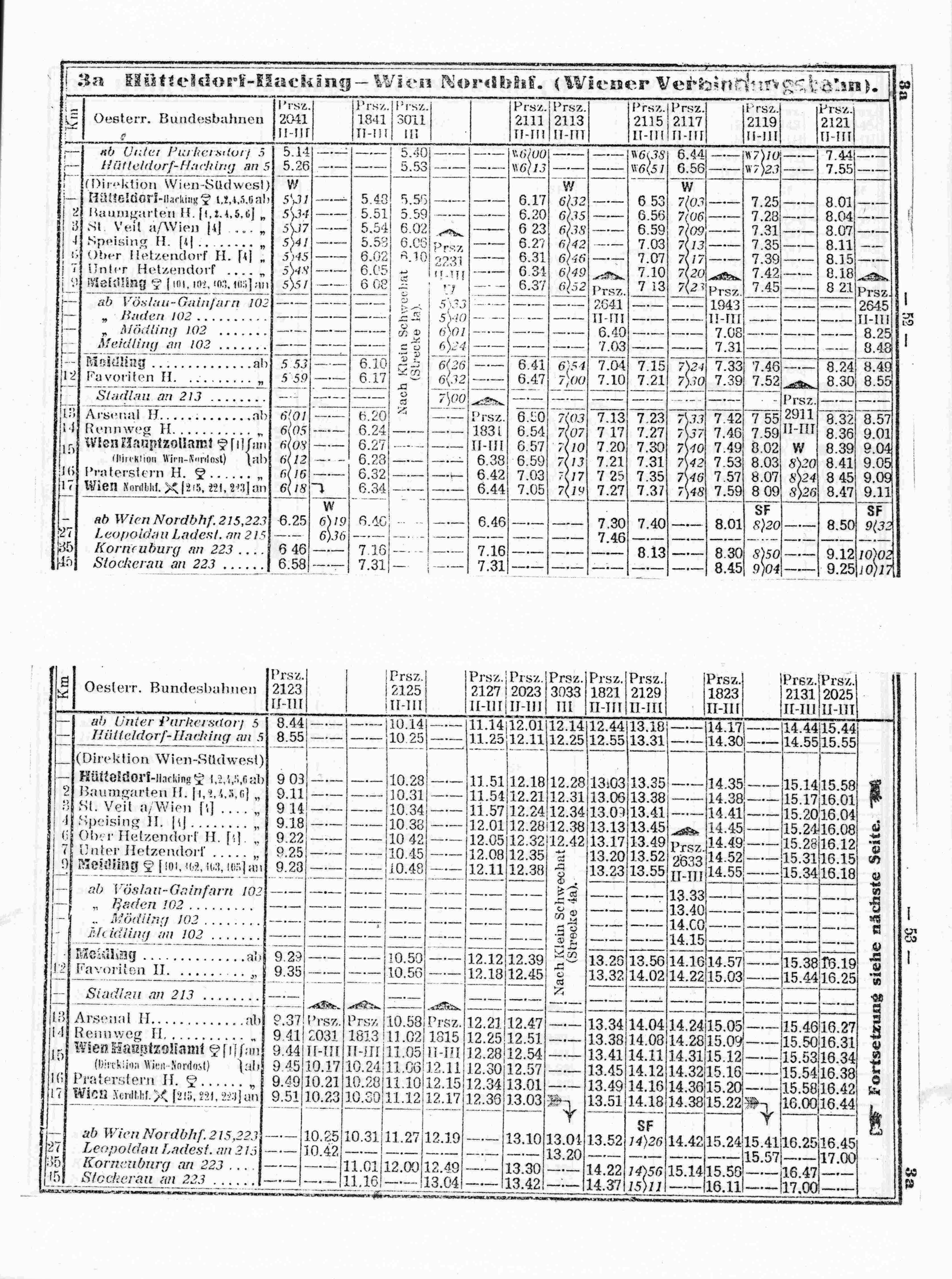
1928: Personenzüge über den Hütteldorfer Ast von Hütteldorf-Hacking über Meidling und Hauptzollamt (Wien Mitte) zum Nordbahnhof